# Léon Lamotte
Léon Lamotte, né à Amiens le 7 janvier 1912 et mort dans la même ville le 22 mai 2011, à l'âge de 99 ans, est un sculpteur français du XXe siècle. Il travaillait aussi bien la pierre, le bronze, le bois, le grès ou le marbre.

## Biographie
C’est à l’âge de 13 ans que Léon Lamotte évoque sa volonté de devenir menuisier « comme son grand-père ». Il s’inscrit à l’École des Beaux Arts d’Amiens. Vers l'âge de 25 ans, il s’installe à Montières, quartier d'Amiens dans la maison de son grand-père pour y commencer sa carrière professionnelle. Il a été grandement influencé par les expositions internationales de Paris de 1932 et 1937. C'est durant cette période qu’il développe un intérêt particulier pour l’art africain.
Après 1945, différents travaux de reconstruction vont lui permettre de garder son indépendance.
Léon aimait également peindre. Ses peintures ne sont pas achevées, dans un souci de laisser à la pensée de chacun la liberté de s’exprimer.
Il travailla beaucoup en Picardie et notamment pour la cathédrale Notre-Dame d'Amiens. Longtemps au service des monuments historiques, il a refusé l'atelier au Louvre que l'État lui proposait pour rester chez lui, à Amiens, dans le quartier de Montières. Il fut membre de l'Académie des sciences, des lettres et des arts d'Amiens.
À la fin de sa vie, il a fait don, de son atelier et de tout ce qu'il contenait, à la communauté d'agglomération Amiens Métropole.

## Œuvres principales
- Abbeville : musée Boucher de Perthes, buste en bronze de Jacques Boucher de Perthes ;
- Ailly-sur-Noye (Somme) : bas-relief sur la stèle en hommage à William Classen ;
- Airaines (Somme) : sculpture sur la façade du Crédit agricole (1957) ;
- Aire-sur-la-Lys (Pas-de-Calais) : chœur de la collégiale de la collégiale Saint-Pierre ;
- Amiens :
  - cathédrale Notre-Dame
    - restauration des dosserets des stalles ;
    - bas-relief représentant La Charité de saint Martin  pour les 1 500 ans de la naissance de Martin de Tours (1997) ;

  - musée de Picardie
    - Autoportarait (plâtre, 1948) ;
    - Autoportrait (bronze, 1950) ;
    - Les Deux Phoques (plâtre, 1957) ;
    - Forme animale (1970) ;

  - musée de l'Hôtel de Berny, cour intérieure : fontaine au triton (1955) ;
  - église Saint-Pierre de Montières : chemin de croix en bois sculpté (1959) ;
  - église Sainte-Jeanne d'Arc : décor sculpté des fonts-baptismaux et blason du maître-autel ;
  - couvent des clarisses : décor sculpté de la chapelle et statue de sainte Claire ou sainte Colette (1956) ;
  - statue de saint Antoine et son cochon, au-dessus de l'entrée d'une charcuterie, rue de Noyon (1950) ;
  - La Joie de vivre, bas-relief, place Saint-Jacques (1955) ;
  - façade de la maison, 350 rue Saint-Fuscien, La Danse (1956) ;
  - caserne des pompiers, rue Jean Catelas 
    - La Lutte de l'eau contre le feu (1957) ;
    - Foudre (1957) ;
    - Tempête (1957) ;

  - cimetière de La Madeleine : 
    - Le Souvenir, sculpture (1973) ;
    - médaillon en bronze de la tombe de Luc Dubar ;

  - Gloire au travail, honneur à ses victimes, monument aux mutilés du travail, square Montplaisir (1979) ;
  - stèle en hommage à Georges Quarante et Edmond Fontaine, résistant tués durant la Seconde Guerre mondiale, sur le pont enjambant la Somme dans le quartier Étouvie ;
  - bas-relief représentant Becquestoile, rue Becquestoile, quartier de Montières ;
  - Rose de Picardie, statue place La Barre, quartier de Montières, 2004.
- Arras : plusieurs façades de la Grand-Place.
- Le Boisle (Somme) : église Saint-Vaast, médaillon sur la plaque en hommage à l'abbé Papillon ;
- Crèvecœur-le-Grand (Oise) : château, une statue de François Ier ,
- Doullens (Somme) : 
  - église Notre-Dame, fonts baptismaux ;
  - hôtel des Postes : blason de la ville de Doullens (1955) ;
- Dury (Somme) : calvaire du cimetière communal ;
- Hornoy-le-Bourg (Somme) : hameau d'Orival, église Notre-Dame, statue de la Vierge ;
- Miannay (Somme) : église Saint-Pierre, statue de saint Pierre et fonts baptismaux ;
- Montdidier (Somme) : école du Prieuré,
  - La Pensée (totem) ;
  - Enseignante accueillant un élève ;
- Plachy-Buyon (Somme) : église Saint-Martin, médaillon sur la plaque en hommage à l'abbé Guénard ;
- Ribemont-sur-Ancre (Somme) : bas-relief sur l'ancien moulin (1955) ;
- Rosières-en-Santerre (Somme) : mairie, blason sculpté de Rosières-en-Santerre ;
- Saint-Riquier (Somme) : 
  - statue de Napoléon au dessus de la façade d'une maison dite « Maison Napoléon » (1952) ;
  - beffroi de Saint-Riquier : bas-relief représentant Becquestoile ;
- Villers-Bocage (Somme) : école maternelle, Aurore, statue (1953) ;
- Wimille (Pas-de-Calais) : colonne de la Grande Armée, restauration de la statue de Napoléon Ier.

## Pour approfondir